# Motorola 68008

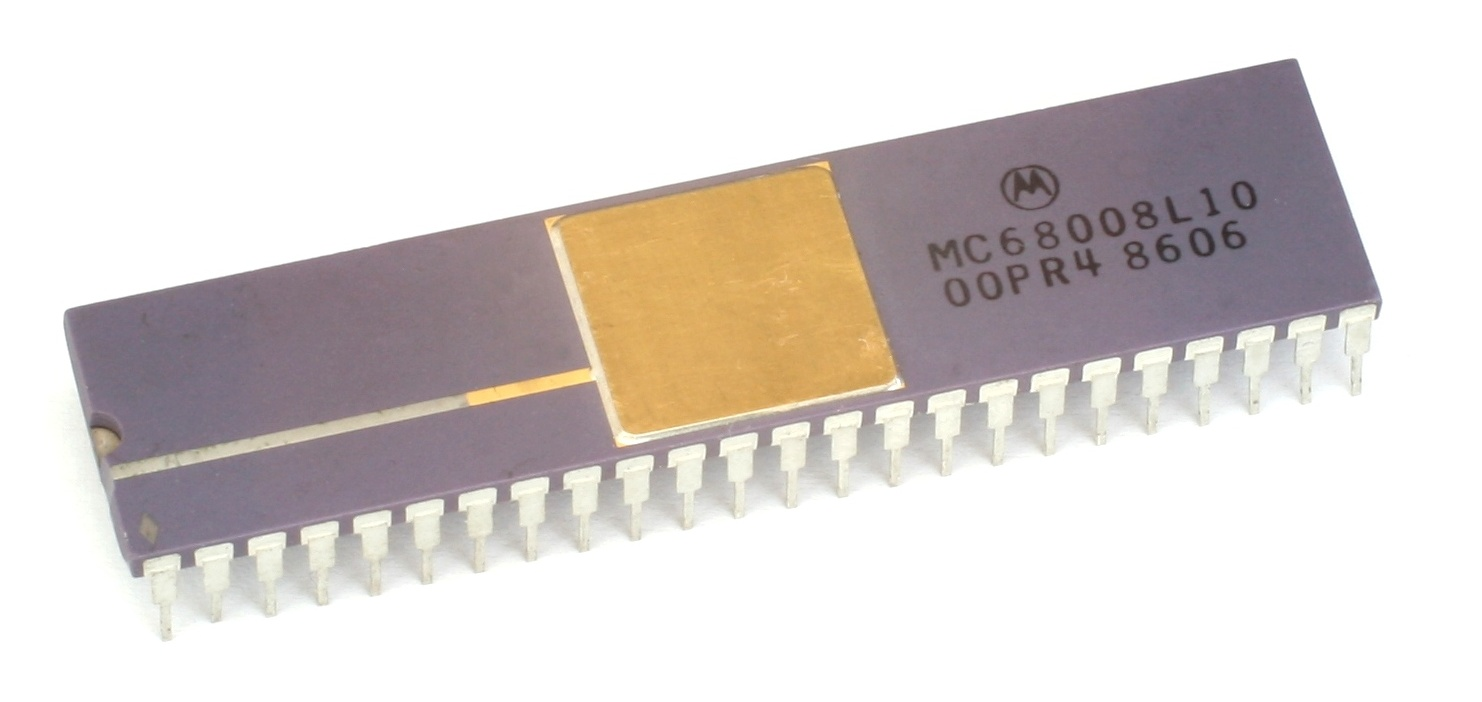
Motorola MC68008.

El Motorola 68008 és un microprocessador de 8/16/32 bits fet per Motorola. És una versió del Motorola 68000 amb un bus de dades extern de 8 bits, així com un menor bus d'adreces.
El 68000 original tenia un bus d'adreces de 24 bits i un bus de dades de 16 bits. Aquests bus relativament gran dificulta un disseny econòmic amb el 68000; ja que són difícils d'establir sobre una placa de circuit i es necessitava una gran quantitat de circuits de suport. El bus de dades de 16 bits també requereix el doble de xips de memòria que un de 8 bits en un.
El 68008, introduït en 1982, va ser dissenyat per treballar amb sistemes de baix cost amb memòria de 8 bits. A causa del seu petit bus de dades, és només la meitat, tan ràpid com un 68000 amb la mateixa freqüència de rellotge. Tanmateix, és encara més ràpid que la competència de microprocessadors de 8 bits, perquè l'arquitectura interna del 68008 era més potent i eficient.
Exceptuant el petit bus de dades, el 68008 tenia un comportament idèntic al 68000, tenia la mateixa organització i microarquitectura.
El 68008 va ser un xip HMOS amb 70.000 transistors aproximadament; aquest venia amb 8 i 10 MHz graus de freqüència. Hi va haver dues versions diferents del xip. La versió original venia amb 48 pins dual in-line package i tenia un bus d'adreces de 20 bits, i permetia accedir a 1 megabyte de memòria. Una versió posterior venia amb 52 pins plastic leaded chip carrier; Aquesta versió proporcionava un bus d'adreces de 22 bits i permetia accedir a 4 megabytes de memoria.
Molt pocs ordinadors utilitzaven el 68008 com a processador principal; l'ordinador personal Sinclair QL és el millor d'ells. No obstant, el 68008 va ser popular en els sistemes encastats.
Motorola va finalitzar la producció del 68008 el 1996.